# ليونور نويولا سرفانتس
ماريا ليونور نويولا سرفانتس Leonor Noyola Cervantes ( سان لويس بوتوسي، سان لويس بوتوسي، ولدت 25 أبريل 1962) هي سياسية مكسيكية وعضو في حزب البيئة الخضراء في المكسيك. في 1 سبتمبر 2018، أصبحت عضوًا في مجلس الشيوخ عن الجمهورية في المجلس التشريعي الرابع والستين لكونجرس الاتحاد المكسيكي ممثلة لولاية سان لويس بوتوسي. 

## حياتها المبكرة
ولدت ماريا سرفانتس في 25 أبريل 1962 في ولاية سان لويس بوتوسي بالمكسيك. درست للحصول على شهادة في المحاسبة العامة. من عام 2012 إلى عام 2015 كانت مستشارة بلدية سوليداد دي غراسيانو سانشيز لحزب الثورة الديمقراطية (PRD). وفي عام 2014 تم تعيينها مندوبة الدولة لحزب الثورة الديمقراطية في سان لويس بوتوسي.  

## عضوية مجلس الشيوخ
في الانتخابات الفيدرالية لعام 2018، رشحها حزب الثورة الديمقراطية لعضوية مجلس الشيوخ عن ولاية سان لويس بوتوسي. بعد الانتخابات، حصلت على المقعد الأول اعتبارًا من 1 سبتمبر 2018 في الهيئة التشريعية ال64 للكونغرس الاتحادي. اما داخل الكونغرس فهي رئيسة لجنة شؤون السكان الأصليين.  في 28 مايو 2019، تركت مقعد حزب الثورة الديمقراطية للانضمام إلى حزب البيئة الخضراء في المكسيك (PVEM). 
في 4 مارس 2021، طلب إجازة من منصبه للترشح لمنصب رئيس بلدية سوليداد دي غراسيانو سانشيز عن ائتلاف " معًا نصنع التاريخ "، المكون من حزب البيئة الخضراء المكسيكي وحزب العمل.  